# Hwang Chi-yeul
Hwang Chi-yeul (Hangul= 황치열; Hanja= 黃致列; RR= Hwang Chi Yeol) es un cantante, presentador y compositor surcoreano.

## Biografía
Es hijo de Hwang y Park, es el menor de tres hermanos.

## Carrera
Es miembro de la agencia "HOW Entertainment".
Ha aparecido en sesiones fotográficas para "Nylon", "The Star", "SIZE", "Singles", entre otros...
Ha trabajado como entrenador vocal de Infinite, After School, Lovelyz, NU'EST y Hello Venus.
En 2007 hizo su debut oficial, lanzando dos álbumes.
En 2015 se unió como miembro del programa Knowing Bros (Ask Us Anything) hasta el segundor episodio del 2016, posteriormente regresó como invitado, primero el 9 de julio del 2017 junto al grupo Sistar durante el episodio #32 y posteriormente el 17 de junio del mismo año junto a Kim So-eun y John Park durante el episodio n.º 80.
El 5 de marzo del mismo año participó en el grupo "Skilled Vocalist" durante el segundo episodio del programa I Can See Your Voice junto a Kim Eun-bi, Lee Ye-dam y Bang Se-jin, más tarde apareció nuevamente como invitado el 15 de junio del 2017.
También apareció en la vigésimo segunda temporada del programa Law of the Jungle Samoa donde participó junto a Kim Byung-man, Lee Sang-yeob, Jo Dong-hyuk, Joon Park, Sam Hammington, Gong Hyun-joo y Haeryung.
En enero del 2016 se unió a la cuarta temporada del programa chino I Am a Singer donde quedó en tercer lugar.
El 18 de mayo del mismo año apareció como invitado en el programa Radio Star junto a Park Jae-jung, Lee Hyun-jae y Kim Min-suk durante el episodio #478.  
En noviembre del mismo año se unió a la vigésimo octava temporada del programa Law of the Jungle in East Timor donde participó junto a Kim Byung-man, Jung Joon-young, Lee Sang-min, Yoon Min-soo, Yang Yo-seob, Nara, Kim Hwan, Lee Moon-sik, Kwon Oh-joong, Oh Chang-seok, Yoo In-young y Kangnam.
El 28 de octubre del 2017 año se unirá al programa The Unit, donde participará como mentor de los concursantes.
En enero del 2020 se anunció que se había unido al elenco de la segunda temporada del programa Player.

## Filmografía

### Programas de televisión
| Año               | Programa                        | Notas                                                                                                   |
| ----------------- | ------------------------------- | --- |
| 2020 - presente   | Player 2                        | miembro                                                                                                 |
| 2019              | 5 Bros (괴팍한5형제)            | (ep. #3) - invitado                                                                                     |
| 2017 - 2018       | The Unit                        | mentor                                                                                                  |
| 2017              | Yoo He Yeol's Sketchbook        | ep. #371 - invitado                                                                                     |
| 2017              | Cultwo Show                     | invitado                                                                                                |
| 2016, 2017        | Happy Together                  | 3 episodios (ep. #431, 443 y 504) - invitado                                                            |
| 2015 - 2016, 2017 | Knowing Bros (Ask Us Anything)  | ep. #1 - 6 - miembro #32 y 80 - invitado                                                                |
| 2015, 2016, 2017  | Radio Star                      | 2 episodios - (Ep. #443, 478 y 534) - invitado                                                          |
| 2015, 2016, 2017  | Hello Counselor                 | 3 episodios - (Ep. 234, 305 y 320) - invitado                                                           |
| 2015, 2017        | Immortal Song                   | 20 episodios (Ep. 196-197, 199, 201-202, 206, 210-215, 218, 226-227, 229, 285, 299, 313, 321) - miembro |
| 2015 2015, 2017   | I Can See Your Voice            | ep. #2 - participante ep. #6-10; 16 - miembro del panel                                                 |
| 2016              | Saturday Night Live Korea       | ep. 174 - invitado                                                                                      |
| 2016              | Happy Camp                      | 3 episodios - invitado                                                                                  |
| 2016              | I Am a Singer                   | concursante                                                                                             |
| 2016              | 1 VS 100                        | - |
| 2016              | Run for Time S2 (全员加速中)    | invitado                                                                                                |
| 2016              | Law of the Jungle in East Timor | 9 episodios - (Ep. 238 - 246) - miembro                                                                 |
| 2016              | Where Are We Going, Dad?        | participante                                                                                            |
| 2015 - 2016       | I Live Alone                    | Ep. 126 - 168 - miembro                                                                                 |
| 2015 - 2016       | Law of the Jungle Samoa         | 4 episodios - (Ep. 191 - 194) - miembro                                                                 |
| 2015              | Running Man                     | (ep. #272) - invitado                                                                                   |
| 2015              | Abnormal Summit                 | Ep. 71 - invitado                                                                                       |
| 2015              | Healing Camp                    | Ep. 209 - invitado                                                                                      |
| 2015              | Two Yoo Project - Sugar Man     | Ep. 4 - invitado                                                                                        |
| 2015              | Let's Go Dream Team 2           | Ep. 290                                                                                                 |
| 2015              | World Changing Quiz Show        | Ep. 316 - invitado                                                                                      |
| 2015              | Safety First                    | 4 episodios - (Ep. 498, 501-503)                                                                        |
| -                 | Dongsangyimong OK OK            | Ep. 25 - invitado                                                                                       |

### Presentador
| Año             | Programa                    | Notas                                                                        |
| --------------- | --------------------------- | ---------------------------------------------------------------------------- |
| 2017 - presente | Immortal Song               | (ep. 285 - presente) - junto a Shin Dong-yup, Jung Jae-hyung y Moon Hee-Joon |
| 2017            | The 31st Golden Disc Awards | junto a Jung Yong-hwa y Seohyun                                              |

### Anuncios
| Año  | Título | Notas                  |
| ---- | ------ | ---------------------- |
| 2016 | Siero  | apareció en el anuncio |

## Discografía

### Álbumes de estidios
| Título                                                            | Detalles                                                                                        | Mejor posición | Ventas            |
| Título                                                            | Detalles                                                                                        | KOR            | Ventas            |
| Coreano                                                           | Coreano                                                                                         | Coreano        | Coreano           |
| ----------------------------------------------------------------- | ----------------------------------------------------------------------------------------------- | -------------- | ----------------- |
| Five Senses                                                       | - Lanzamiento: 5 de junio de 2007 - Sello: Cooking Music - Formatos: CD                         | —              |                   |
| The Four Seasons                                                  | - Lanzamiento: 21 de enero de 2019 - Sello: How Entertainment - Formatos: CD, digital download  | 2              | - KOR: 105,227    |
| Chino                                                             |                                                                                                 |                |                   |
| Chi-yeul. Love                                                    | - Lanzamiento: 25 de diciembre de 2017 - Sello: Guoyun Culture - Formatos: CD, digital download | —              | - CHN: 1,200,000+ |
| «—» denota que el álbum no salió o no se posicionó en esa región. |                                                                                                 |                |                   |

### EPs
| Título       | Detalles                                                                                       | Mejor posición | Ventas         |
| Título       | Detalles                                                                                       | KOR            | Ventas         |
| ------------ | ---------------------------------------------------------------------------------------------- | -------------- | -------------- |
| Be Ordinary  | - Lanzamiento: 13 de junio de 2017 - Sello: How Entertainment - Formatos: CD, descarga digital | 1              | - KOR: 224,071 |
| Be Myself    | - Lanzamiento: 24 de abril de 2018 - Sello: How Entertainment - Formatos: CD, descarga digital | 1              | - KOR: 115,383 |
| Be My Reason | - Lanzamiento: 2 de abril de 2021 - Sello: TEN2 Entertainment - Formatos: CD, descarga digital | 4              | - KOR: 99,509  |
| By My Side   | - Lanzamiento: 12 de mayo de 2022 - Sello: TEN2 Entertainment - Formatos: CD, descarga digital | 3              | - KOR: 53,481  |
| Gift         | - Lanzamiento: 1 de junio de 2023 - Sello: TEN2 Entertainment - Formatos: CD, descarga digital | 15             | - KOR: 29,334  |

### Bandas sonoras
Hwang ha cantado varios temas para dramas y programas de televisión, entre ellos:
| Año  | Drama / Programa               | Tema                                | Notas               |
| ---- | ------------------------------ | ----------------------------------- | ------------------- |
| 2020 | The King: The Eternal Monarch  | «The Night When Everyone Is Asleep» | -                   |
| 2017 | The Emperor: Owner of the Mask | «For A While»                       | -                   |
| 2016 | Love in the Moonlight          | «Because I Miss You»                | -                   |
| 2015 | Mrs. Cop                       | «Pencil»                            | -                   |
| 2015 | Two Yoo Project - Sugar Man    | «The First Time I Met You»          | junto a Baek A-yeon |
| 2011 | The Great Seer                 | «Sky Road»                          | -                   |
| 2006 | Lovers                         | «Confession»                        | -                   |

## Premios y nominaciones
| Año  | Categoría               | Premio                | Nominado | Resultado |
| ---- | ----------------------- | --------------------- | -------- | --------- |
| 2017 | Best Icon Award - Music | 2nd Asia Artist Award | -        | Ganó      |